# Шилівська сільська рада (Зіньківський район)
Шилівська сільська рада — колишній орган місцевого самоврядування у Зінківському районі Полтавської області з центром у селі Шилівка.

## Населені пункти
Сільраді були підпорядковані населені пункти:
- c. Шилівка
- с. Василькове
- с. Довбнівка
- с. Княжева Слобода
- с. Манилівка
- с. Одрадівка
- с. Петрівка
- с. Хрипки